# Police Story 3: Supercop
Police Story 3: Supercop, ook bekend onder de titel Supercop, is een Hongkongse actiefilm uit 1992 onder regie van Stanley Tong, met in de hoofdrollen Jackie Chan en Michelle Yeoh. De film is het vervolg op Police Story en Police Story 2.

## Verhaal
De politie-inspecteur "Kevin" Chan Ka Kui uit Hongkong moet samenwerken met de Chinese Interpol-directrice van de politie, Jessica Yang, om het misdaadsyndicaat van drugshandelaar Chaibat te infiltreren.

## Rolbezetting
| Acteur        | Personage                        |
| ------------- | -------------------------------- |
| Jackie Chan   | Inspecteur "Kevin" Chan Ka-Kui   |
| Michelle Yeoh | Interpol-inspecteur Jessica Yang |
| Maggie Cheung | May                              |
| Kenneth Tsang | Chaibat                          |
| Yuen Wah      | Panther                          |
| Bill Tung     | "Oom" Bill Wong                  |
| Josephine Koo | Chen Wen-Shi                     |
| Philip Chan   | Inspecteur Y.K. Chen             |
| Lo Lieh       | de Generaal                      |